# 円形文字
円形文字（えんけいもじ）、またはヴァッテルットゥ文字（英語: Vatteluttu script, Vattezhutthu script、タミル語: வட்டெழுத்து、vaṭṭeḻuttu、マラヤーラム語: വട്ടെഴുത്ത്、vaṭṭeḻuttŭ）は、1千年紀後半に南インドとスリランカで使用されたアブギダ。
パーンディヤ朝とチェラ王朝では、この文字が9世紀まで使われた。10世紀以降、南インド総体ではサンスクリットを南グランタ文字で筆記するようになり、タミル語には、そこから派生したタミル文字が使われ始める。一方でマラヤーラム語の表記にはグランタ、タミル文字に加えて円形文字も影響を与え、これによりマラヤーラム文字が成立した。

## 例

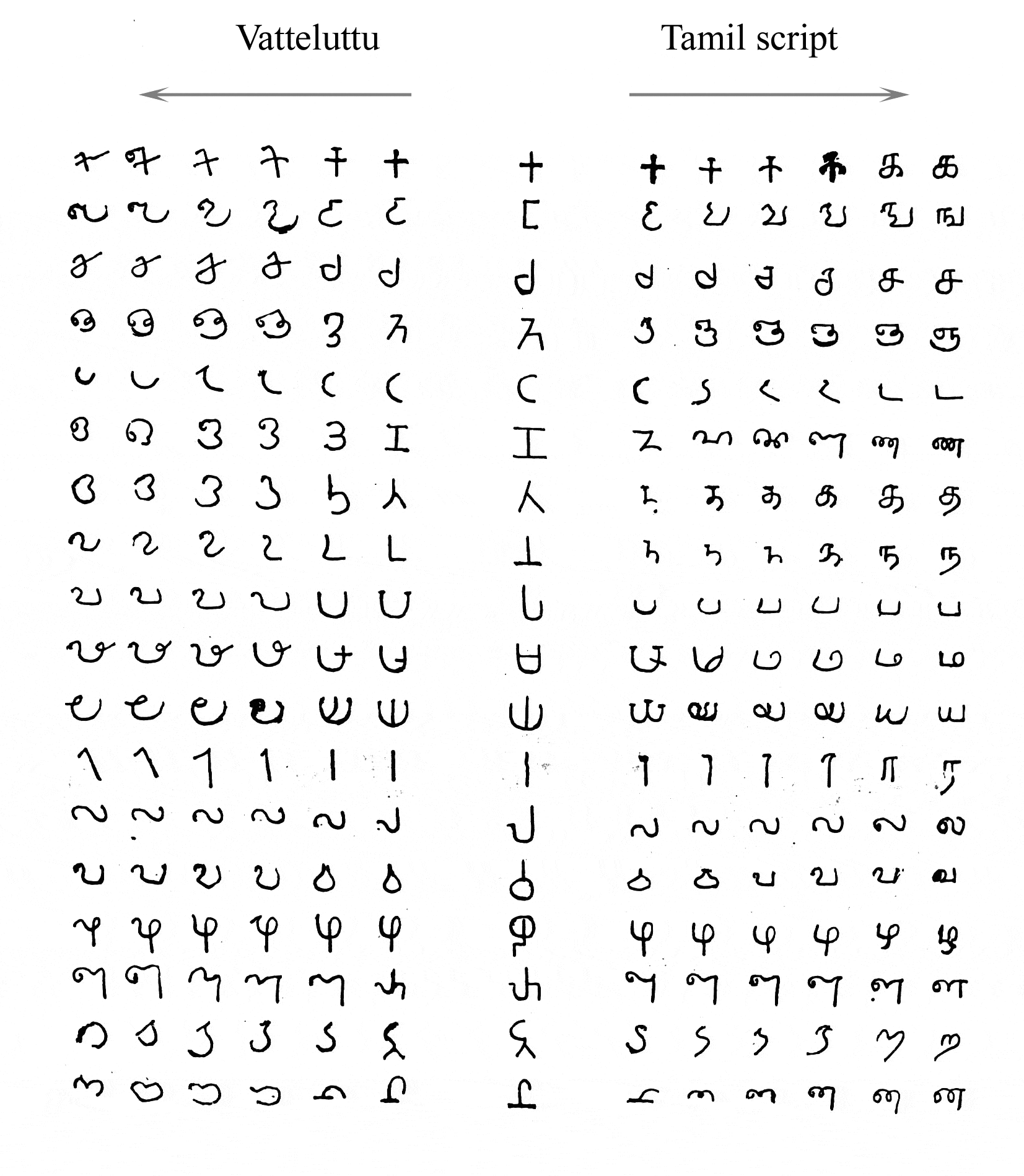
中央の縦にタミル語-ブラーフミー文字を配し、左側が円形文字で、右側がタミル文字で、外側へ向かって文字が変遷した。

## コンピュータ
2019年10月現在、Unicodeには収録されていない。しかし収録される位置は決まっており、U+11960からU+1199Fの範囲内に収録される予定である
。